# 學廚出餐
《學廚出餐》香港電視廣播有限公司製作的飲食節目，2006年11月4日起逢星期六晚上7時35分在翡翠台播放，共播出六集，每集半小時。
節目由毛舜筠、周中及唐素琪主持，每集均會邀請一位藝人為學廚，學廚跟周中及不同師父學習烹調兩款菜色。學廚完成烹調菜式後由師父或嘉賓試食評分，分數分為五級，分別是：神、人、𡃁（小孩）、狗、豬。

## 主持
- 毛舜筠 飾 毛校長
- 周　中 飾 周主任
- 唐素琪 飾 有　喜

## 學廚
| 集數 | 學廚      | 菜式                                | 評分嘉賓             | 級別 |
| ---- | --------- | ----------------------------------- | -------------------- | ---- |
| 1    | 房祖名    | 避風塘炒蟹、鍋粑炒肉絲              |                      | 人   |
| 2    | 陳小春    | 木瓜燉翅、客家釀豆腐                | 來自日本的三位模特兒 | 人   |
| 3    | 蔡卓妍    | 八寶鴿、古法咕嚕肉                  | 劉德華               | 神   |
| 4    | Amanda S. | 烤乳豬配北非小米、 鮑魚墨魚汁闊條麵 | 方力申               | 神   |
| 5    | 官恩娜    | 生炒糯米飯、周中魚卷                | 唯靈、楊貫一、李純恩 | 𡃁   |
| 6    | 姚嘉妮    | 蟹粉小籠包、茶熏雞                  | 楊洛婷、黃紀瑩、楊怡 | 人   |

## 外部連結
- 電視廣播有限公司官方網站 - 學廚出餐（页面存档备份，存于）